# ルクセンブルク - ヴァッサービリヒ線
ルクセンブルク - ヴァッサービリヒ線（ドイツ語: Bahnstrecke Luxwmburg–Wasserbillig）あるいはモーゼル＝ジュル谷線（ドイツ語: Mosel-Syretal-Strecke）はルクセンブルク公国首都ルクセンブルク市とグレーヴェンマッハー郡ヴァッサービリヒにおけるルクセンブルク＝ドイツ国境線を結ぶ鉄道路線である。旅客運送と施設物管理はルクセンブルク国営鉄道（Société Nationale des Chemins de Fer Luxembourgeois, CFL）が担当する。

## 歴史
この路線は1861年8月20日にヴィルヘルム＝ルクセンブルク鉄道 (WIlhelm-Luxemburg-Bahn) により開通された。ただし、この会社は単なる資産・鉄道施設管理会社であった。鉄道運営はフランスの東部鉄道会社（Campagnie des Chemins de fer de l’Est, EST）が担当した。1862年ルクセンブルク - スパ間が開通された際に、この路線の運営権は東部鉄道からベルギー企業のリュクサンブール大鉄道会社（Grande Conpagnie du Luxembourg）に引き渡された。1869年に東部鉄道は運営権を再び獲得した。
普仏戦争の終結後、ドイツ帝国鉄道はアルザス＝ロレーヌ地方の鉄道網を引き受けて、エルザス＝ロートリンゲン管理局（Kaiserkische Generaldirektion der Eisenbahnen in Elsaß-Lothringen, EL）を組織した。東部鉄道の運営権処理は1871年5月10日に締結されたフランクフルト講和条約の附則によりすでに規定された。1872年6月11日にドイツ帝国とルクセンブルク公国が協定を締結して、ルクセンブルク政府の批准により公国内の鉄道施設はELが管理することとなった。ルクセンブルク鉄道に関する条約によりこの路線の運営は同年9月16日にELに移管された。
1900年ごろ二番目の線路はオェトランジェ - 国境線間に追加された。ルクセンブルク - オェトランジェ間の複線化ははじめに実行されなかったが、その代わりにベルセルク - オェトランジェ線の建設が計画された。その迂回線は1918年に開通されて、同じ頃ベルセルク - オェトランジェ線はドイツ占領軍により複線で改修された。
1946年CFLは国内鉄道会社の統合と国有化により設立されて、この路線はCFLに組入れられた。1956年から1959年まで電力設備は国内通例の電圧25 kV、周波数50 Hzで設置された。
2014年12月にドイツ鉄道のIC列車系統がこの路線で廃止されて、コブレンツ方面の快速列車系統に置き換えられた。その時ヴァセリン - イゲル間は複線化された。2017年12月以来急行列車がコブレンツまで快速列車として、デュッセルドルフまでIC37系統として往復している。

## 沿線概況
ルクセンブルク駅から出発した列車はすぐにプルヴァーミューレ高架橋を通過することでアルゼット川を横断する。この路線は平行に伸びるルクセンブルク - グーヴィ線から東の方へ離れてオェトランジェ方面に続く。オェトランジェ駅とヴァッサービリヒ駅はこの路線の主要駅で、ザントマン - エトランジェ間は単線区間である。
オェトランジェ駅から複線線路はジュル川と平行にメルテンスまで、その後モーゼル川と平行にヴァッサービリヒント駅まで伸びる。列車はシュル川における国境を通過してトリアー西部線経由でトリアー方面に走行する。

## 運行形態
- IC: ルクセンブルク - ヴァッサービリヒ - トリアー - コブレンツ - ボン - ケルン - デュッセルドルフ。
- 快速列車（RE）: ルクセンブルク - ヴァッサービリヒ - トリアー - コブレンツ。
- 普通列車（RB）: ルクセンブルク - セント＝ハム - ザントヴァイラー＝コンテルン - オェトランジェ - ムンスバッハ - ロート - ベツドルフ - ヴェッカー - マンテルナッハ - メルテルト - ヴァッサービリヒ (- イゲル - トリアー - ヴィットリヒト) 。30分/60分ごと[6]。